# DSA-510
La DSA-510 es una carretera perteneciente a la Red Primaria de la Diputación Provincial de Salamanca que une la carretera N-630 con la localidad de Ledesma.
Además, también pasa por las localidades de Forfoleda, Torresmenudas, Aldearrodrigo, El Arco, San Pelayo de Guareña y Añover de Tormes.

## Recorrido
La carretera DSA-510 tiene su origen en Calzada de Valdunciel la intersección con la carretera N-630 y termina en la intersección con la carretera SA-305 en Ledesma, formando parte de la Red de carreteras de Salamanca.
No se incluye la travesía de San Pelayo de Guareña.

### Tramo Calzada de Valdunciel - San Pelayo de Guareña
| Calzada de Valdunciel (Intersección con ) - San Pelayo de Guareña | Calzada de Valdunciel (Intersección con ) - San Pelayo de Guareña | Calzada de Valdunciel (Intersección con ) - San Pelayo de Guareña | Calzada de Valdunciel (Intersección con ) - San Pelayo de Guareña | Calzada de Valdunciel (Intersección con ) - San Pelayo de Guareña | Calzada de Valdunciel (Intersección con ) - San Pelayo de Guareña | Calzada de Valdunciel (Intersección con ) - San Pelayo de Guareña | Calzada de Valdunciel (Intersección con ) - San Pelayo de Guareña | Calzada de Valdunciel (Intersección con ) - San Pelayo de Guareña | Calzada de Valdunciel (Intersección con ) - San Pelayo de Guareña | Calzada de Valdunciel (Intersección con ) - San Pelayo de Guareña |
| Esquema                                                           | PK                                                                | Sentido Ledesma                                                   | Sentido Ledesma                                                   | Sentido Ledesma                                                   | Sentido Ledesma                                                   | Sentido Calzada de Valdunciel                                     | Sentido Calzada de Valdunciel                                     | Sentido Calzada de Valdunciel                                     | Sentido Calzada de Valdunciel                                     | Incidencias                                                       |
| Esquema                                                           | PK                                                                | Velocidad                                                         | Elemento                                                          | Salida                                                            | Salida                                                            | Salida                                                            | Salida                                                            | Elemento                                                          | Velocidad                                                         | Incidencias                                                       |
| Esquema                                                           | PK                                                                | Velocidad                                                         | Elemento                                                          | Dir.                                                              | Nombre                                                            | Nombre                                                            | Dir.                                                              | Elemento                                                          | Velocidad                                                         | Incidencias                                                       |
| ----------------------------------------------------------------- | ----------------------------------------------------------------- | ----------------------------------------------------------------- | ----------------------------------------------------------------- | ----------------------------------------------------------------- | ----------------------------------------------------------------- | ----------------------------------------------------------------- | ----------------------------------------------------------------- | ----------------------------------------------------------------- | ----------------------------------------------------------------- | ----------------------------------------------------------------- |
|                                                                   | 0,0                                                               |                                                                   |                                                                   | Aldeaseca de Armuña                                               | Aldeaseca de Armuña                                               | Aldeaseca de Armuña                                               |                                                                   |                                                                   |                                                                   |                                                                   |
| Salamanca Zamora                                                  | 0,0                                                               |                                                                   |                                                                   |                                                                   |                                                                   |                                                                   |                                                                   |                                                                   |                                                                   |                                                                   |
| Calzada de Valdunciel                                             | 0,0                                                               |                                                                   |                                                                   |                                                                   |                                                                   |                                                                   |                                                                   |                                                                   |                                                                   |                                                                   |
|                                                                   | 1,8                                                               |                                                                   |                                                                   |                                                                   | Calzada de Valdunciel                                             | Calzada de Valdunciel                                             |                                                                   |                                                                   |                                                                   |                                                                   |
|                                                                   | 1,8                                                               | Piscinas Municipales de Calzada de Valdunciel                     |                                                                   |                                                                   |                                                                   |                                                                   |                                                                   |                                                                   |                                                                   |                                                                   |
|                                                                   | 4,9                                                               |                                                                   |                                                                   | FORFOLEDA                                                         | FORFOLEDA                                                         | FORFOLEDA                                                         | FORFOLEDA                                                         |                                                                   |                                                                   |                                                                   |
|                                                                   | 5,7                                                               |                                                                   |                                                                   | FORFOLEDA                                                         | FORFOLEDA                                                         | FORFOLEDA                                                         | FORFOLEDA                                                         |                                                                   |                                                                   |                                                                   |
|                                                                   | 7,9                                                               |                                                                   |                                                                   | TORRESMENUDAS                                                     | TORRESMENUDAS                                                     | TORRESMENUDAS                                                     | TORRESMENUDAS                                                     |                                                                   |                                                                   |                                                                   |
|                                                                   | 8,4                                                               |                                                                   |                                                                   | Valverdón                                                         | Valverdón                                                         | Valverdón                                                         | Valverdón                                                         |                                                                   |                                                                   |                                                                   |
|                                                                   | 8,7                                                               |                                                                   |                                                                   | TORRESMENUDAS                                                     | TORRESMENUDAS                                                     | TORRESMENUDAS                                                     | TORRESMENUDAS                                                     |                                                                   |                                                                   |                                                                   |
|                                                                   | 10,5                                                              |                                                                   |                                                                   | Zamayón Santiz                                                    | Zamayón Santiz                                                    | Zamayón Santiz                                                    | Zamayón Santiz                                                    |                                                                   |                                                                   |                                                                   |
|                                                                   | 10,8                                                              |                                                                   |                                                                   | ALDEARRODRIGO                                                     | ALDEARRODRIGO                                                     | ALDEARRODRIGO                                                     | ALDEARRODRIGO                                                     |                                                                   |                                                                   |                                                                   |
|                                                                   | 11,3                                                              |                                                                   |                                                                   | ALDEARRODRIGO                                                     | ALDEARRODRIGO                                                     | ALDEARRODRIGO                                                     | ALDEARRODRIGO                                                     |                                                                   |                                                                   |                                                                   |
|                                                                   | 12,4                                                              |                                                                   |                                                                   | EL ARCO                                                           | EL ARCO                                                           | EL ARCO                                                           | EL ARCO                                                           |                                                                   |                                                                   |                                                                   |
|                                                                   | 12,7                                                              |                                                                   |                                                                   | EL ARCO                                                           | EL ARCO                                                           | EL ARCO                                                           | EL ARCO                                                           |                                                                   |                                                                   |                                                                   |
|                                                                   | 15,2                                                              |                                                                   |                                                                   | SAN PELAYO DE GUAREÑA                                             | SAN PELAYO DE GUAREÑA                                             | SAN PELAYO DE GUAREÑA                                             | SAN PELAYO DE GUAREÑA                                             |                                                                   |                                                                   |                                                                   |

### Tramo San Pelayo de Guareña - Ledesma
| San Pelayo de Guareña - Ledesma (Intersección con ) | San Pelayo de Guareña - Ledesma (Intersección con ) | San Pelayo de Guareña - Ledesma (Intersección con ) | San Pelayo de Guareña - Ledesma (Intersección con ) | San Pelayo de Guareña - Ledesma (Intersección con ) | San Pelayo de Guareña - Ledesma (Intersección con ) | San Pelayo de Guareña - Ledesma (Intersección con ) | San Pelayo de Guareña - Ledesma (Intersección con ) | San Pelayo de Guareña - Ledesma (Intersección con ) | San Pelayo de Guareña - Ledesma (Intersección con ) | San Pelayo de Guareña - Ledesma (Intersección con ) |
| Esquema                                             | PK                                                  | Sentido Ledesma                                     | Sentido Ledesma                                     | Sentido Ledesma                                     | Sentido Ledesma                                     | Sentido Calzada de Valdunciel                       | Sentido Calzada de Valdunciel                       | Sentido Calzada de Valdunciel                       | Sentido Calzada de Valdunciel                       | Incidencias                                         |
| Esquema                                             | PK                                                  | Velocidad                                           | Elemento                                            | Salida                                              | Salida                                              | Salida                                              | Salida                                              | Elemento                                            | Velocidad                                           | Incidencias                                         |
| Esquema                                             | PK                                                  | Velocidad                                           | Elemento                                            | Dir.                                                | Nombre                                              | Nombre                                              | Dir.                                                | Elemento                                            | Velocidad                                           | Incidencias                                         |
| --------------------------------------------------- | --------------------------------------------------- | --------------------------------------------------- | --------------------------------------------------- | --------------------------------------------------- | --------------------------------------------------- | --------------------------------------------------- | --------------------------------------------------- | --------------------------------------------------- | --------------------------------------------------- | --------------------------------------------------- |
|                                                     | 15,8                                                |                                                     |                                                     | SAN PELAYO DE GUAREÑA                               | SAN PELAYO DE GUAREÑA                               | SAN PELAYO DE GUAREÑA                               | SAN PELAYO DE GUAREÑA                               |                                                     |                                                     |                                                     |
|                                                     | 21,3                                                |                                                     |                                                     | AÑOVER DE TORMES                                    | AÑOVER DE TORMES                                    | AÑOVER DE TORMES                                    | AÑOVER DE TORMES                                    |                                                     |                                                     |                                                     |
|                                                     | 21,4                                                |                                                     |                                                     | Palacinos Palacios del Arzobispo                    | Palacinos Palacios del Arzobispo                    | Palacinos Palacios del Arzobispo                    | Palacinos Palacios del Arzobispo                    |                                                     |                                                     |                                                     |
|                                                     | 21,9                                                |                                                     |                                                     | AÑOVER DE TORMES                                    | AÑOVER DE TORMES                                    | AÑOVER DE TORMES                                    | AÑOVER DE TORMES                                    |                                                     |                                                     |                                                     |
|                                                     | 30,300                                              |                                                     |                                                     |                                                     | Peñausende                                          | Peñausende                                          | Peñausende                                          |                                                     |                                                     |                                                     |
|                                                     | 30,300                                              | Ledesma                                             |                                                     |                                                     |                                                     |                                                     |                                                     |                                                     |                                                     |                                                     |